# لیزا رود
لیزا رود (انگلیسی: Lisa Rohde؛ زادهٔ august ۱۲, ۱۹۵۵ (۶۹ سال)) ورزشکار روئینگ اهل ایالات متحده آمریکا است.
وی در مسابقات کشوری و بین‌المللی در مجموع برندهٔ ۱ مدال نقره شده‌است.